# Дуен
Дуен (фр. Douains) насеље је и општина у северној Француској у региону Горња Нормандија, у департману Ер која припада префектури Евре.
По подацима из 2011. године у општини је живело 454 становника, а густина насељености је износила 40,28 становника/km². Општина се простире на површини од 11,27 km². Налази се на средњој надморској висини од 134 метара (максималној 148 m, а минималној 97 m).

## Демографија
| 1962. | 1968. | 1975. | 1982. | 1990. | 1999. | 2011. |
| ----- | ----- | ----- | ----- | ----- | ----- | ----- |
| 229   | 261   | 233   | 298   | 346   | 465   | 454   |

График промене броја становника у току последњих година